# Allgaier Riedle
Das Gebiet Allgaier Riedle ist ein mit Verordnung vom 15. Oktober 2004 durch die Forstdirektion Tübingen ausgewiesener Bannwald (Schutzgebiet-Nummer 100038) und ein gleichnamiges Naturschutzgebiet (Nr. 4012) im Süden des  baden-württembergischen Landkreises Biberach.

## Definition
In Baden-Württemberg sind Bannwälder Totalreservate, in denen jegliche Nutzung per Rechtsverordnung verboten ist. In anderen Ländern Deutschlands sind die Totalreservate unter dem Namen Naturwaldreservat, Naturwaldparzelle, Naturwaldzelle oder Naturwald bekannt. Bannwälder dienen der wissenschaftlichen Erforschung natürlicher Abläufe in Wäldern. Durch ihren Reichtum an Struktur und abgestorbenem Holz sind Bannwälder Rückzugsgebiete für viele bedrohte Tier-, Pflanzen- und Pilzarten.

## Lage
Der etwa 50 Hektar große, zum Naturraum Oberschwäbisches Hügelland gehörende Bannwald Allgaier Riedle liegt auf einer Höhe bis zu 580 m ü. NN, rund drei Kilometer südöstlich der Bad Schussenrieder Stadtmitte, im „Forstbezirk Bad Schussenried“ auf den Gemarkungen Schussenried und Otterswang. Das Naturschutzgebiet liegt im südlichen Bereich des Bannwaldes und wird von ihm umschlossen.

## Schutzzweck
Wesentlicher Schutzzweck ist es, die unbeeinflusste, spontane Entwicklung des Waldes (Fichten-Moorrandwald, Erlenbruchwald, Traubenkirschen-Erlen-Eschenwald, Waldmeister-Buchenwald) mit seinen Tier- und Pflanzenarten sowie die wissenschaftliche Beobachtung der Entwicklung zu gewährleisten (Prozessschutz). Dies beinhaltet den Schutz der Lebensräume und Lebensgemeinschaften, die sich im Gebiet befinden, sich im Verlauf der eigendynamischen Entwicklung des Waldbestandes innerhalb des Schutzgebiets ändern oder durch die eigendynamische Entwicklung entstehen.

## Betreuung
Wissenschaftlich betreut wird der Bannwald Allgaier Riedle durch die Forstliche Versuchs- und Forschungsanstalt Baden-Württemberg (FVA).